# ヨハン・ヴォルフガング・ゲーテ大学フランクフルト・アム・マイン
ヨハン・ヴォルフガング・ゲーテ大学フランクフルト・アム・マイン（Johann Wolfgang Goethe-Universität Frankfurt am Main）は、ドイツ・ヘッセン州のフランクフルト・アム・マインにある公立の研究型総合大学。創立は1912年。前身のフランクフルト王立大学の創立は1812年まで遡る。
2022年の時点で、42,000名以上の学生を抱えるドイツ最大規模の大学である。16の専攻分野、170科目を3,000名以上の教授が担当している。これまでに、同大学関係者から20名のノーベル賞受賞者が出ている。
大学の名称は、フランクフルト出身の詩人・博学者ヨハン・ヴォルフガング・フォン・ゲーテにちなんだものであり、2008年からはゲーテ大学フランクフルト・アム・マイン (Goethe-Universität Frankfurt am Main) の短縮表記も用いられている。ゲーテ大学やフランクフルト大学とも呼ばれる。

## 所在地
フランクフルト大学は大きく4つのキャンパスに分かれている。
- ボッケンハイム (Bockenheim)：社会学、教育学、心理学、数学、情報科学、人文地理学
- リートベルク (Riedberg)：薬学、物理学、化学、生物学、地学
- ヴェストエント (Westend)：神学、哲学、歴史学、文献学、考古学、法学、経済学
- ニーダーラート (Niederrad)：医学、大学病院

ヴェストエント・キャンパスは、1931年にIG・ファルベンインドゥストリーの本部ビルとして建設され、戦後はドイツ再統一までの間アメリカ占領軍の本部となっていたIG・ファルベン・ハウスを使用している。このほか、ボッケンハイムのギンハイマー・ラント通り (Ginnheimer Landstraße) にある運動場、植物園を備えたパルメンガルテンのバイオキャンパス、ハウゼン地区の美術資料館などの施設がフランクフルト市内および近郊に分散している。
ルドルフ・シュタインベルクの学長就任以来、大規模なキャンパス移転が始まっている。運動場を除く分散諸施設、およびボッケンハイムキャンパスは廃止され、他の3つのキャンパスに集約されることになっている。

## 学問

### 専攻分野
フランクフルト大学では以下の16の専攻分野 (Fachbreich, FB) を開講している。
| - FB 01: 法学 - FB 02: 経済学 - FB 03: 社会学 - FB 04: 教育学 - FB 05: 心理学・体育学 - FB 06: 福音主義神学 - FB 07: カトリック神学 - FB 08: 哲学・歴史学 | - FB 09: 言語学・文化学 - FB 10: 文献学 - FB 11: 地学／地理学 - FB 12: 情報科学・数学 - FB 13: 物理学 - FB 14: 生化学・化学・薬学 - FB 15: 生物学 - FB 16: 医学 |

## 国際的評価
2012年、ニューヨーク・タイムズが行った世界トップ企業の経営者や人事担当者向けの「世界で最も優れた大学アンケート」において、世界第10位とされた。2024年の世界大学学術ランキングにおいて、世界第150-200位とされた。

## 歴史

### 基金大学創立

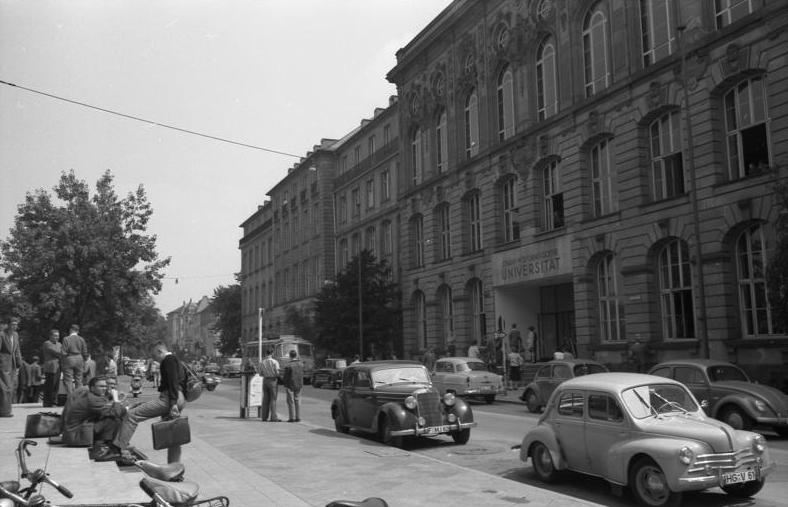
1958年のボッケンハイムキャンパス

大学の創立は、フランクフルトの上級市長であったフランツ・アディッケスの尽力にさかのぼる。アディッケスの希望は、フランクフルトに工業会社を誘致することのほか、文化・教育を支援することであった。この目的のため、アディッケスは大学の設置に結びつく全ての動きを支援した。アディッケスのパートナーとなったのは、メタルゲゼルシャフト（Metallgesellschaft, 今日のGEAグループ）の創立者であるヴィルヘルム・メルトンで、メルトンもやはり、商業と工業だけでなく、社会の豊かさと学問の間にも分かちがたい関係があるという確信を持っていた。こうして、メルトンが資金を注ぎ込んだ社会・商業科学アカデミー (Akademie für Sozial- und Handelswissenschaften) が1901年に創設された。
このアカデミーは、同様に資金提供を受けて設立された他の研究所・施設と並んで、後にフランクフルト大学の母体となる役割を果たすものとなった。ハンナ・ルイーズ・ロートシルト (Hannah Louise Rothschild) が1890年に大学歯科医院（通称：カロリヌム／Carolinum）を開設。11年後にフランクフルト市はは書籍商カール・クリスティアン・ユーゲルの遺産より200万ライヒスマルクの寄贈を受け、これをフランツ・アディッケスはすぐに施設の建設に注ぎ込んだ。さらに、銀行家ゲオルク・シュパイアーの未亡人フランツィスカが、伝染病の研究所を設立するための資金を提供した。この研究所には、後にノーベル賞受賞者となるパウル・エールリヒが1906年に所長として就任している。フランツィスカからの資金によって、大学設立のための資本は1,400万マルク以上にもなり、当時のプロイセン王国においてベルリンと並んで最も設備の整った大学をフランクフルトに設置できる条件が出揃うことになった。

アディッケスとメルトンは、所管するプロイセンの議会やフランクフルト市評議会 (Stadtverordnetenversammlung) の反対に打ち勝ち、1914年に皇帝ヴィルヘルム2世から基金により運営する大学（Stiftungsuniversität, 以下「基金大学」）開校の認可を引き出すに至った。こうして、同年の10月18日に正式にフランクフルト大学が設立された。皇帝は第一次世界大戦勃発のため開校の式典に出席できなかったが、学長のリヒャルト・ヴァクスムートは44名の学生たちを握手で迎え入れた。最初の学期となる1914年の冬学期は50名の教授陣が講義を担当し、618名の学生（うち女子100名）が新たに入学した。画期的だったのはユダヤ人の教授が教鞭をとる初の大学となったことであり、これはその多くがユダヤ人だった出資者たちの強い希望でもあった。

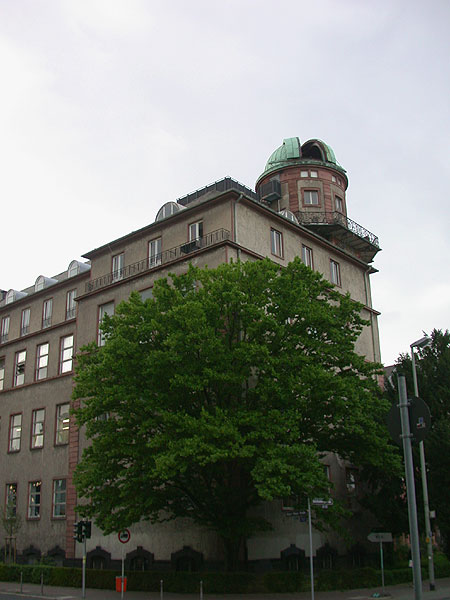
ボッケンハイムキャンパス、物理学協会 (Physikalischer Verein) 天文台

### 専攻分野の拡大
第一次世界大戦の敗戦によって基金の資産は壊滅的な打撃を受けたが、それでもフランクフルト市とプロイセン政府との間で取り交わされた大学の協定は財政的な問題とは無縁だった。大学理事会、およびフランクフルト市と出資者の一族たちが発言権を持っていた会議によって、市と大学側のつながりも確保されていた。1918年から1932年の短い間、大学は大きく花開く時期を迎え、専攻分野が広がるとともに重要な学者が次々に招聘された。1916年にユリウス・ツィーエンがフランクフルト初の教育学の教員に、1919年にはフランツ・オッペンハイマーが全ドイツで最初の社会学教員となり、1930年にはカール・マンハイムがオッペンハイマーの跡を継いだ。1920年には物理学者のフリードリヒ・デッサウアーがフランクフルトに移っており、さらに後のノーベル賞受賞者であるマックス・フォン・ラウエとマックス・ボルンも自然科学専攻の立ち上げに貢献した。カール・ジーゲルも1922年-1938年に教授をつとめており、1964年には大学創立50周年記念の数学セミナーで講演している。
1924年、ヴァイル家の肝いりで社会研究所が創立される。所長には経済学・社会学専攻の教授を兼ねていたカール・グリュンベルクが任ぜられた。1930年にはグリュンベルクの後任として、フランクフルト学派を代表する学者のひとりであるマックス・ホルクハイマーが就任。1932年からは「ヨハン・ヴォルフガング・ゲーテ大学」の名称を冠するようになり、フランツ・ローゼンツヴァイクやマルティン・ブーバーらのユダヤ人学者、福音主義神学のパウル・ティリッヒなどが教壇に立った。
学生の数は1923年までに5,000名以上に増加した。大部分は中流層の出身で、公務員・教師、農業、小地主、商人・自営業主や会社員などの子弟が多かった。ユダヤ人学生の比率も他大学と比較してきわめて高く、キリスト教系学生団体に所属する学生の割合は非常に低かった。1930年には、後に細菌学者となるエミー・クリーエンベルガーが女子学生として初めてフランクフルト大学における教授資格 (Habilitation) 所得者となった。

### ナチス・ドイツ時代
アドルフ・ヒトラーが1933年に政権を掌握後、他の大学同様にフランクフルト大学もグライヒシャルトゥング (Gleichschaltung) に従った。これは「ユダヤ主義・マルクス主義」の大学と呼ばれて閉校に追い込まれる危険を避けるべくしての一面もあった。1933年には市内レーマー広場で学生参加による焚書が行なわれた。355名の教員中109名が人種的・政治的な理由でその職を解かれ、また学生のうち社会主義者・共産主義者・ユダヤ人の66名が大学を逐われた。ナチス・ドイツ時代にドイツの各大学が失った学生・教員の数は平均して約15％であるが、フランクフルト大学においてはその割合は3分の1に上った。

### 民主的な伝統の始まり
戦後、アメリカ軍政部は当初大学の閉校を予定していた。しかしながら、「行動する市長」ことヴィルヘルム・ホルバッハと新たに学長に就任したゲオルク・ホーマン (Georg Hohmann) は、フランクフルト大学を総合大学として認可する提案を1945年秋に出した。アメリカ軍のトップの支援や政治と関わりのない学者たち、市の上層部の尽力も手伝って、大学はついに1946年2月1日に再開した。ホーマンの後任で、アメリカの捕虜収容所より帰還した法学者ヴァルター・ハルシュタイン、当時の文化大臣で後に学長となるフランツ・ベーム、またアメリカからフランクフルトに戻ったマックス・ホルクハイマー（1951年から1953年まで学長、その後社会研究所所長を歴任）らは、新たに勝ち取った学問の自由や大学の自治を発展させることに尽力した。アメリカ軍占領地域内の他の大学とともに、フランクフルト大学にもそれまでなかった神学部が設置され、倫理的な問題、必要とあれば政治的な問題にも対して総合的に関わる講義がなされるようになった。同時に大学を世界に向けて開くことも図られ、1949年にはシカゴの数大学から教授陣・学生たちの代表団がフランクフルトを訪問した。

### 一般大学から集合大学へ
1953年、ヘッセン州はプロイセン時代の旧ヘッセン＝ナッサウ州の債務を引き受けることになり、これによってフランクフルト大学は1967年に基金大学から州立大学へ転換した。しかしながら、大学の変革をもたらしたのは市の財政が後退したためだけではなかった。フランクフルト教育大学 (Hochschule für Erziehung) を教育学部として併合したこともあり、教員養成もさらに専門教育との結びつきが強くなったのである。これと同時に、伝統ある法学、医学、哲学、自然科学と経済学・社会科学の5学部が19の専攻分野に分割された。この組織再編に伴って教育内容・制度が改革されたが、一方では学生側からの抗議運動が1968年と1969年の2回起こるという事態も引き起こした。抗議運動が最高潮に達した時期には、社会主義ドイツ学生連盟 (Sozialistischer Deutscher Studentenbund) によって大学が「カール・マルクス大学」(Karl-Marx-Universität) に短期間ながら改名されたこともあった。これらの動きに対し、古くから大学の発展に関わってきた "Ordinarien" と呼ばれる教授陣は、学生たちの地位グループ (Statusgruppe) すべてが発言権・決定権を持つことを支持し、1970年5月12日成立のヘッセン州大学法 (Hessisches Universitätsgesetz) の中で学生側の要求が受け入れられる形になった。

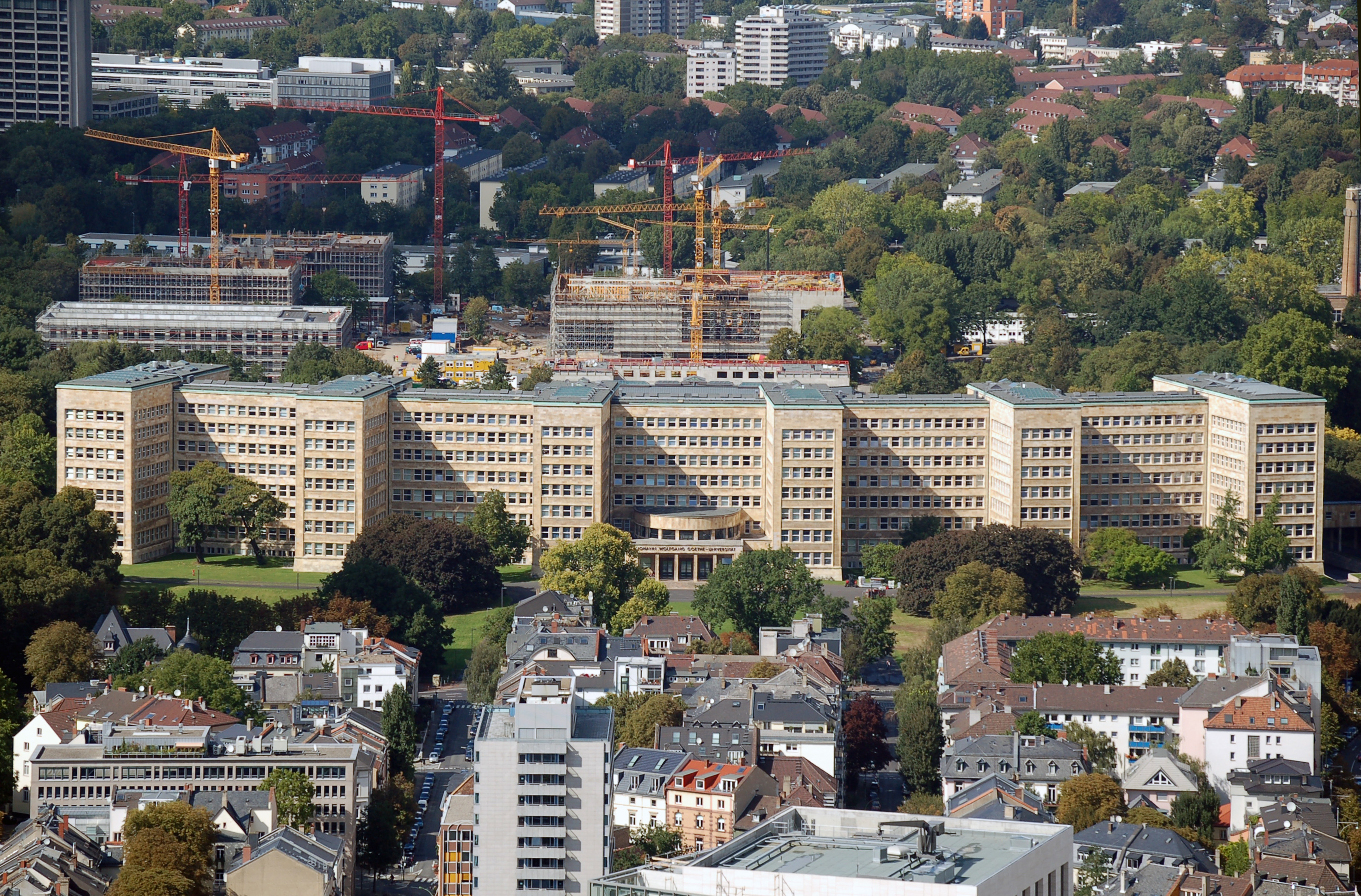
ヴェストエントキャンパス

### 集合大学からの転換
CDU・FDP連立の州政府による2000年の大学改革により、フランクフルト大学は各地位グループによる協調から大学理事会 (die kollegiale Hochschulleitung) による集中運営方式に差し戻された。ルドルフ・シュタインベルク学長は、特に重点を置く分野を設定し、学問と教育の質を高めるためのプログラムを主導した。

### エクセレンス・イニシアティブ
2005年からドイツ大学改革の一環として始まったエリート大学養成プログラム「エクセレンス・イニシアティブ」(Exzellenzinitiative) では、フランクフルト大学は第1期プログラムにおいて「大学の先端研究強化のための未来構想」(Zukunftskonzept) に応募したものの、落選となった。第2期のプログラムでは、以下の3つの学内研究ネットワークが「研究クラスター構築構想」(Exzellenzcluster) として助成の対象になった。
- 心肺系 (Cardio-Pulmonary System)
- 高分子錯体 (Macromolecular Complexes)
- 規範秩序の形成 (Die Herausbildung normativer Ordnungen)

これにより、フランクフルト大学は心肺系先進研究センターの設置、および年間1,400万ユーロの追加の研究資金を5年間にわたって支給を受けることが認められた。資金は25％をヘッセン州が、75％を連邦が負担した。

### 基金大学への回帰
その後、大学評議会は集中的な聴聞会を重ねた結果、条件付きで大学を再び基金大学へ転換することを2007年2月14日に決定した。この歩みによってフランクフルト大学は「出資者の伝統」を継続することを目指したのである。大学側にとっての利点は、何より出資者・支援者の数を増やせる可能性が高くなること、そして大学の自治を拡大することができるという点であった。この転換の計画については大学側が出した声明の中に記され、2001年時点での大学発展計画を継続するものであった。その声明では「フランクフルト大学は、2001年の大学発展計画において、幅広い専門分野を基礎に、研究・教育において最高の業績を挙げ、アカデミックの分野においてリーダー的な立場に立つことを目標とする」としている。
計画では、フランクフルト大学の法律的な位置づけを「公法上の基金大学」へ変更することとなっていた。それまでは民法上の基金という形式が議論されていたが、この選択肢は実現不可能として破棄された。 
基金大学化に際し、州立大学としてはかなりの自治権をフランクフルト大学に与えているヘッセン州大学法 (§100) の変更も伴うことになったが、最終的にはフランクフルト大学は公法上の基金大学となった後も、州立大学としての地位にも留まること、また法律上の位置づけが変わっても引き続きヘッセン州大学法の統制下にあることが決定された。
大学側が目指したのは、これまたヘッセン州大学法の定めるところからは外れる、大学の諸機関が独自のルールを決定できるようにすることであった。これによって、例えば以下のような分野で自治権を発揮することが可能となった。
- 学生の選別
- 教授の任官
- 品質マネジメント
- 学生団体の組織

一方で、基金大学に戻ることについては批判の声も多かった。学生代表や労働組合代表などは、大学の法律上の位置づけが変わることで、大学へ寄付をする個人の篤志家たちの影響が強くなり、結果として研究・教育の自由が制限され、偏ったイデオロギーを植え付けられ、また共同研究者たちの労働条件も悪化する可能性があると懸念した。
2008年1月1日をもって、フランクフルト大学は公法上の基金大学へ正式に回帰した。
2008年6月1日より、大学名の主たる表記として「ゲーテ大学フランクフルト・アム・マイン」(Goethe-Universität Frankfurt am Main) を採用するようになった。大学のロゴもこれに合わせて変更された。これにより、格好悪いと思われていた "JWGU" という短縮形は使用されなくなり、ロゴは「Goethe」の部分がさらに強調されたものになった。この変更は2008年末までの移行期間のうちに順を追って実施された。ただし、正式名称は「ヨハン・ヴォルフガング・ゲーテ大学フランクフルト・アム・マイン」のままで変わっていない。
基金大学への回帰に尽力したルドルフ・シュタインベルクは、学長の任期を1期半務めた後、2008年末に退任した。後任の学長として、ヴェルナー・ミュラー＝エスタールが選出された。

## 著名な関係者
- パウル・エールリヒ：ノーベル生理学・医学賞受賞
- マックス・フォン・ラウエ：ノーベル物理学賞受賞
- オットー・レーヴィ：ノーベル生理学・医学賞受賞
- パウル・カラー：ノーベル化学賞受賞
- オットー・シュテルン：ノーベル物理学賞受賞
- マックス・ボルン：ノーベル物理学賞受賞
- アレクサンダー・トッド：ノーベル化学賞受賞
- カール・ツィーグラー：ノーベル化学賞受賞
- ハンス・ベーテ：ノーベル物理学賞受賞
- ニールス・イェルネ：ノーベル生理学・医学賞受賞
- ゲルト・ビーニッヒ：ノーベル物理学賞受賞
- ジャン＝マリー・レーン：ノーベル化学賞受賞
- ハルトムート・ミヒェル：ノーベル化学賞受賞
- ラインハルト・ゼルテン：ノーベル経済学賞受賞
- クリスティアーネ・ニュスライン＝フォルハルト：ノーベル生理学・医学賞受賞
- ホルスト・ルートヴィヒ・シュテルマー：ノーベル物理学賞受賞
- ギュンター・ブローベル：ノーベル生理学・医学賞受賞
- ペーター・グリューンベルク：ノーベル物理学賞受賞
- ベンジャミン・リスト：ノーベル化学賞受賞
- ピーター・ドラッカー：経営学者
- ワルター・グライナー：物理学
- ユルゲン・ハーバーマス：哲学者、社会哲学者、政治哲学者（フランクフルト学派の代表格）
- テオドール・アドルノ：社会学者、哲学者（フランクフルト学派の代表格）
- マックス・ホルクハイマー：哲学者、社会学者（フランクフルト学派の代表格）
- ヴァルター・ハルシュタイン：初代欧州委員会委員長
- ヘルマン・ヘラー：法学
- アクセル・ホネット：社会哲学
- ハンス＝ヘルマン・ホッペ：経済学者
- カール・ジーゲル：数学
- 徐道鄰：法学者
- ヴィルヘルム・ゲナツィーノ：作家
- イーナ＝マリーア・グレヴェルス：民俗学
- ハイナー・ゲッベルス：作曲家、演出家
- アレックス・カープ：実業家
- シュテファン・ヘルツベルク：元駐日ドイツ大使
- フォルカー・シュタンツェル：元駐日ドイツ大使
- ジャニーン・ウィスラー：左翼党党首
- ナンシー・フェーザー：政治家
- 矢沢大二：地理学（日本地理学会元会長）
- 小島武司：民事手続法（桐蔭横浜大学元学長）
- 田邊隆一：元駐ポーランド特命全権大使
- 姫岡とし子：東京大学文学部教授（社会史）
- 松本尚子：上智大学法学部教授（法制史）
- 住沢博紀：日本女子大学教授（政治学）
- 藤野寛：國學院大學教授（哲学・倫理学）
- 千田嘉博：考古学（奈良大学元学長）

## 著名な名誉学位保持者
- ヨハンナ・クヴァント：実業家（BMWなど）

## 学内の研究所
- ヨハン・クリスティアン・ゼンケンベルク図書館 (Universitätsbibliothek Johann Christian Senckenberg)
- フランクフルト先進研究所 (Frankfurt Institute for Advanced Studies)
- ヴィルヘルム・メルトン・センター（Wilhelm Merton-Zentrum für Europäische Integration und Internationale Wirtschaftsordnung, 欧州統合・世界経済研究）
- 社会研究所 (Institut für Sozialforschung)
- 中国研究所 (China-Institut der Universität Frankfurt)
- フランクフルト大学東洋ゼミナール (Orientalisches Seminar der Universität Frankfurt am Main)
- アラブ・イスラーム学史研究所 (Institut für Geschichte der Arabisch-Islamischen Wissenschaften)
- ハウス・オブ・ファイナンス (House of Finance)
- ゲーテ・ビジネス・スクール (Goethe Business School)
- オットー・シュテルン・スクール（Otto Stern School for Integrated Doctoral Education, 博士課程統合教育）